# Oniasz IV
Oniasz IV (hebr. חוניו, zm. II w. p.n.e.) – pretendent do godności arcykapłana żydowskiego, budowniczy świątyni w Egipcie.

## Życiorys
Był synem zamordowanego arcykapłana żydowskiego Oniasza III. Po śmierci ojca czynił starania o uzyskanie godności. Gdy Antioch IV Epifanes edyktem usankcjonował praktyki pogańskie w Jerozolimie, Oniasz udał się na emigrację do Egiptu. Ptolomeusz IV zezwolił mu ok. 145 p.n.e. na wybudowanie żydowskiej świątyni w  Leontopolis. Oniasz administrował terenem nazywanym „krajem Oniasza”. Jego synowie byli dowódcami w armii Egiptu.